# Інститут соціології НАН України
Інститу́т соціології Украї́ни НАН Украї́ни — науково-дослідний інститут Відділення історії, філософії та права НАН України, який займається фундаментальними дослідженнями в галузі соціології. Провідна академічна установа з розвитку соціологічної науки в Україні. Розташований у Києві.

## Історія інституту
Інститут соціології був створений 5 жовтня 1990 спільним розпорядженням Ради Міністрів УРСР та постановою Президії Академії Наук України на базі відділення соціально-психологічних проблем Інституту філософії Академії Наук України. Першим директором інституту  був — академік Юрій Пахомов. Директором інституту у 1992—2021 роках  — академік Валерій Ворона. З 2021 року  — член-кор. НАНУ професор Євген Головаха.
Перший імпульс розвиткові соціології в Україні надав директор Інституту філософії АН УРСР академік Павло Копнін, ініціювавши створення в 1968 році відділу методології і техніки соціологічних досліджень при інституті Філософії. Кілька років відділ очолював відомий філософ М. В. Попович. Поступово у відділі були створені інші важливі підрозділи,які в 1983 році трансформувалися у Відделення соціології, з кількома секторами, чию роботу протягом 5 років очолював В. П. Черноволенко. В цей час у відділенні працювали такі відомі вчені: В. Л. Оссовський, Л. В. Сохань, В. А. Матусевич, В. І. Паніотто, М. М. Чурилов, Ю. І. Яковенко, Є. І. Головаха, К. К. Грищенко, А. О. Ручка, В. В. Танчер, О. І. Вишняк, В. С. Небоженко, Н. І. Соболєва, І. О. Мартинюк та інші.
Нова доба для відчизняної соціологічної науки настала з загальною кризою «реального соціалізму», політичною лібералізацією та «Перебудовою» — як суспільства так і всього комплексу суспільствознавства. Соціологія, як у всьому світі, отримала статус самостійної науки і більше не розглядалася суспільством та державою як придаток до «наукового комунізму» або «марксистсько-ленінської філософії». В 1990 році до відділення прийшла ціла група вчених економістів на чолі з академіком Ю. М. Пахомовим та професором В. М. Вороною, під керівництвом яких і здійснилося формування власне Інституту Соціології Академії Наук, його організація як повноцінної дослідницької установи з фундаментальної науки та відокремлення від Інституту Філософії.
Після недовгих поніверянь по різних будівлях старого Києва, інститут отримав придатну будову колишнього Інституту історії Партії при ЦК КПУ (Філіал Інституту марксизму-ленінізму при ЦК КПРС) на вулиці Карла Лібкнехта, нині Шовковичній. Доброю традицією молодого тоді наукового колективу інституту стали щомісячні відкриті теоретико-методологічні семінари. Згідно з демократичною традицією наукового співтовариства директора інституту в 1992 році обирали трудовим колективом. На цю посаду було обрано професора Валерія Михайловича Ворону. В 1997 колектив інституту повторно обрав його директором.

## Діяльність інституту
Зміст і характер наукових досліджень Інституту соціології НАН України спрямовані насамперед на виявлення закономірностей і основних тенденцій соціального розвитку українського суспільства, відтворення в наукових концепціях динамічного образу сучасного українського соціуму, аналіз особливостей суспільних перетворень, визначення основних показників, форм і наслідків соціальних змін, які відбуваються в Україні на стику тисячоліть. Ці головні критерії діяльності Інституту реалізуються в наступних пріоритетних напрямах досліджень:
- особливості соціально-статусної стратифікації;
- тенденції й механізми соціальної диференціації;
- тенденції трансформації соціальної структури суспільства;
- динаміка масової свідомості населення;
- соціальні умови формування ринкової економіки;
- фактори адаптації особистості в умовах суспільної кризи;
- динаміка соціального самопочуття населення;
- становлення громадянського суспільства й формування української еліти;
- соціологія культури й масової комунікації;
- історія, теорія, методологія соціології, соціологія політики й інше

Інститутом реалізована багаторічна програма дослідження соціальних наслідків Чорнобильської катастрофи й постчорнобильської соціальної політики. Важливими напрямами діяльності Інституту є моніторинг суспільної думки, дослідження соціально-політичних настроїв і орієнтацій різних верств населення, соціально-психологічних факторів стабілізації й інтеграції українського суспільства. Теоретико-методологічні розробки Інституту істотно впливають на розвиток соціологічної освіти в Україні. Вченими Інституту видано чимало підручників і навчальних посібників, довідників для студентів, державних службовців, соціологів-практиків.
Оперативність і достовірність соціологічних даних забезпечується новітніми методиками збору, обробки й аналізу соціологічної інформації на базі використання сучасного програмного забезпечення й комп'ютерної техніки. В Інституті сформований банк соціологічної інформації, що відповідає міжнародним стандартам, що дозволяє подолати фрагментарність існуючих знань щодо соціальних процесів, які відбуваються в Україні, а також здійснювати порівняльний аналіз вже накопичених і очікуваних результатів емпіричних соціологічних досліджень.

## Структура Інституту соціології НАН України

### Відділ історії, теорії й методології соціології
Відділ історії, теорії й методології соціології існує з дня заснування Інституту.
Дослідницький інтерес відділу зосереджений на вивченні історичних аспектів соціологічного знання й аналізі теоретичних і методологічних основ моніторингових соціологічних досліджень на регіональному, національному й міжнародному рівнях. Співробітники відділу продовжують почату відомим українським соціологом і методологом Н. В. Паніною розробку систем статистичних показників (індексів) для використання в широкомасштабних соціальних моніторингах. Одним з основних напрямків діяльності відділу є розробка теоретико-методологічних принципів дослідження сучасних соціальних феноменів.
З 2007 року відділом керує професор, доктор філософських наук Головаха Євген Іванович.

### Відділ соціальних структур
Відділ — безпосередній спадкоємець, створеного в 1969 році відділу соціології Інституту філософії АН УРСР, що очолював Вілен Пилипович Чорноволенко і який називався в 1979–1990 р.г. відділом соціальних досліджень праці того ж Інституту. В 1980-ті рр. основними напрямками наукових досліджень співробітників відділу були динаміка престижу професій і соціально-професійних орієнтаций молоді, проблеми міжгенераційної трудової мобільності, питання сім'ї й відтворення структури трудової зайнятості, соціальні проблеми відтворення наукових кадрів, соціальні переміщення у великому місті.
У складі Інституту соціології НАН України відділ існує з моменту створення останнього. З 1992 року відділ очолює доктор соціологічних наук, професор С. А. Макеєв.
В 1990-ті рр. співробітниками відділу здійснені комплексні дослідження: особливостей соціально-статусної стратифікації в умовах становлення ринкової економіки; сучасних тенденцій соціальної мобільності в українському суспільстві; статусних і професійних ідентичностей; проблем міграцій населення.
У цей час у відділі виконується тема «Спадкоємність і мінливість у трансформаціях соціальної структури» (II кв. 2006 р. — I кв. 2009 р.). Керівник — д.соц.н., проф. Макеєв С. О.

### Відділ економічної соціології
Відділ економічної соціології функціонує з 1990 року. Займається дослідженнями соціально-економічних проблем сучасного українського суспільства. Основними напрямками його роботи є: аналіз підприємницької діяльності й соціальних механізмів приватизаційних процесів, дослідження різних типів соціально-економічної поведінки різних груп населення, вивчення економічної культури, якості життя населення. Співробітники відділу також досліджують проблеми глобалізації й входження України в глобальний соціально-економічний простір, наслідки для України глобальної фінансово-економічної кризи. Крім відзначених напрямків досліджень, які проводяться в рамках планової НДР, відділ займається поточними дослідженнями із замовлення державних органів і приватних організацій.
Завідувач відділом — академік НАН України, доктор економічних наук, професор Ворона Валерій Михайлович

### Відділ соціальної експертизи
Відділ соціальної експертизи (до червня 1996 року — <Відділ методики соціальних програм і проєктів>) заснований у листопаді 1991 року. 2005 року він складається з 13 співробітників — 1 доктор і 7 кандидатів наук. Основні наукові напрямки діяльності відділу: розробка концепції системи соціальних показників; розробка концепції колегії незалежних експертів як інституту громадянського суспільства; концептуальні підходи до розробки програм соціальної політики в Україні; соціальні наслідки Чорнобильської аварії; проблеми функціонування державної служби; проблеми аграрної реформи в Україні; тіньова економіка в Україні; соціальна паспортизація соціально-виробничих комплексів.
У центрі уваги відділу соціальної експертизи такі наукові проблеми: методологія й методика соціальної експертизи; моніторинг соціально-психологічних наслідків Чорнобильської аварії; рівень гуманітарного (людського) розвитку; соціальна політика, соціальний захист, рівень бідності; система соціальних показників, функціонування державної служби, соціальні проблеми неофіційної економічної діяльності.
Завідувач відділу — доктор екон.наук, професор Юрій Саєнко.

### Відділ соціальної психології
Відділ соціальної психології створений в 1970 році в структурі Інституту філософії АН України, з 1990 року — в Інституті соціології НАНУ.
Із часу створення відділ очолювала член-кореспондент НАН України, доктор філософських наук, професор Лідія Василівна Сохань. Головні напрями роботи колективу: теоретико-методологічні й прикладні дослідження соціально-психологічних явищ, соціологія й соціальна психологія особистості й соціальних груп, проблеми життєтворчості, об'єкт-суб'єктні й суб'єкт-суб'єктні феномени соціальних змін.
Завідувачка відділу — доктор соціологічних наук, старший науковий співробітник Злобіна Олена Генадіївна

### Відділ соціології культури й масової комунікації
Відділ соціології культури й масової комунікації існує від дня створення Інституту соціології НАН України. З 1990 р. По 2006 р. Відділ очолював відомий український соціолог, доктор філософських наук, професор А. О. Ручка. З 2007 р. зав. відділом є доктор соціологічних наук Н. В. Костенко.
Відділ зосередив свою увагу на комплексних дослідженнях проблем соціально-культурного розвитку українського суспільства. В 90-х роках були здійснені дослідження ціннісних пріоритетів масової свідомості населення, а також визначені фактори формування його культурно-комунікаційних ориентацій. В 2005 р. завершена дослідницька тема «Мас-медіа як джерело політико-суспільних і культурних орієнтацій населення в умовах демократичного транзиту», в 2008 р. — «Субкультури сучасної України: особливості, відтворення, акомодація».
У цей час у відділі виконується тема: «Виробництво й трансляція змістів у полікультурному соціумі».

## Адміністрація Інституту
Директор:
- доктор філософських наук, професор — Головаха Євген Іванович (з 2021)[1]

Заступники директора з наукових питань:
- доктор соціологічних наук, професор — Шульга Микола Олександрович
- Вчений секретар: кандидат філософських наук — Грищенко Кирил Кирилович

## Кримінальна справаСБУ
13 березня 2012 року, всі 24 члена Вченої ради Інституту були викликані на допит до Служби безпеки України.
Виклик на допит, підписаний старшим слідчим 3 відділу 1 управління СБУ М. М. Дишлюком, надійшов до Інституту соціології одним списком. В його переліку опинились навіть колишні працівники установи, які тепер на пенсії. У виклику було зазначено, що з'явитися мусять усі — «явка є обов'язковою. У випадку неявки без поважних причин можливий примусовий привід».
Офіціна причина визову на допит, як повідомили в СБУ, керівні вчені інституту як свідки у справі розтрати 920 тисяч гривень Центром адаптації державної служби та дочірнім підприємством Інституту соціології — «Центром соціальних експертиз».
Коментарі

Відомий український економіст та політик Володимир Черняк так прокоментува цю подію:
Очевидно, що виклик провідних соціологів до СБУ був актом залякування. Напередодні виборів об'єктивна і не об'єктивна соціологія стає політичною зброєю. Партія регіонів має низький рейтинг і соціологи подають правдиву інформацію. Безперечно, їх хотіли залякати, щоб вони цього не робили…

…Мета була залякати не тільки окремих соціологів, а взагалі всіх людей, які висвітлюють об'єктивні реальні рейтинги. Сьогодні СБУ використовується в політичних та ідеологічних цілях, що не є функцією самої структури. Якщо це відбувається, то свідчить, що існуючий режим набуває ознак тоталітарного режиму. Тільки в тоталітарних режимах спецслужби виконують політичні і ідеологічні функції. Стежать за політичними, ідеологічними поглядами громадян, намагаються чинити політичний тиск, залякують.
Тарас Возняк, редактор культурологічного часопису «Ї» висловив впевненість, що причиною тиску на соціологів з боку спецслужб є низькі рейтінги правлячої Партії Регіонів при масових опитуваннях суспільної думки:
…якщо і немає певного результату та рейтингу, вони все одно його хочуть собі намалювати. А з іншого боку є абсолютне таке головотяпство (певних) виконавців, котрі замість того щоб, як колись було, засновувати фірми які будуть «давати» липові чи завищені рейтинги певних політичних сил, просто вирішили всіх нагнути. Їм потрібно, щоб люди просто боялися оголошувати результати будь-яких рейтингів або й засекретити такі рейтинги в принципі[джерело?].

Відомий політичний оглядач Остап Дроздов (Львів):
Я схильний напряму пов'язувати ці події з початком передвиборчої компанії, початком соціологічних політичних досліджень. Через такі грубі методи влада намагається чинить тиск на об'єктивну соціологію…

…здійснена груба психологічна атака на інші соціологічні центри. З точки чистоти процесу дії влади вважаю досить брудними та ведмежими. Це ще раз підтверджує професійну корпоративну хворобу української соціології, яка фактично умудрялися давати результати, які коливали в межах 30-40% одна від іншої.

Це означає, що професійна соціологія була в Україні достатньо дискредитованою. В Україні це не перша професія, яка потерпає від дискредитації. Це вже сталося з журналістикою. Дивує, звичайно, мовчанка соціологів, що ще раз підтверджує попередні здогадки. Соціологія перетворюється у сервісну службу влади. 2012 року ми побачимо ситуацію, коли реальні рейтинги будуть завищуватися вдвічі, втричі.[джерело?].